# JWH-030
JWH-030是一种研究性化学品，是萘甲酰基吡咯类大麻素受体激动剂。它具有镇痛作用，用于科学研究。它是CB1受体的部分激动剂，Ki为87 nM，大约是THC效力的一半。它被发现并以约翰·威廉·霍夫曼的名字命名。
在美国，3-(1-萘甲酰基)吡咯类CB1受体激动剂（例如JWH-030）属于附表I管制物质。